# Pink (album)
Pink est le 6e album du musicien britannique de musique électronique Four Tet.